# Manuel Serrano García-Vao
Manuel Serrano García-Vao (Manzanares, 1863-Madrid, 17 de marzo de 1914) fue un escritor, crítico taurino y periodista, más conocido por su pseudónimo periodístico Dulzuras.

## Biografía
Se dedicó en cuerpo y alma a la tauromaquia. Fue colaborador de El Toreo Cómico 1888; director de El Tío Jindama, El Enano y Toros; redactor del Diario Universal, El Mundo, y comentarista taurino de ABC, 1914, en donde a su muerte fue sustituido por Gregorio Corrochano. Ingresó en la Asociación de la Prensa de Madrid en 1903. Biografió a los toreros Rafael González "Machaquito" y Ricardo Torres "Bombita". De 1904 en adelante publicó anuarios de tauromaquia. Escribió algunas novelas cortas de tema taurino y una colección de décimas sobre toreros.

## Obras

### Tauromaquia
- Catecismo taurino. Breve compendio de conocimientos útiles a los aficionados a toros. Nueva edición muy corregida y algo aumentada. Madrid, 1913.
- Manuel Serrano García Vao y Bruno del Amo, Las estrellas del toreo. Apuntes crítico-biográfico-estadísticos de los matadores de toros. Cuadros de corridas toreadas desde que tomaron la alternativa. Cogidas importantes sufridas en el ejercicio. Madrid, 1915.
- Historia taurómaca de Rafael González (Machaquito). Detalles de 865 corridas en las que estoqueó 2.155 reses. Madrid, 1913.
- Historia taurómaca de Ricardo Torres (Bombita) Apreciaciones y detalles de diez y nueve años de vida taurina. Madrid Hijos de R. Álvarez, 1913
- Año taurino: Fiestas taurinas celebradas en...Madrid en 1898 Madrid: 1898 (Imp. de El Enano).
- Toros y toreros en 1904. Detalles y apreciación de la última temporada taurina. Madrid, 1904.
- Toros y toreros en 1905. Detalles y apreciación de la última temporada taurina. Madrid, 1905.
- Toros y toreros en 1906. Detalles y apreciación de la última temporada taurina. Madrid, 1906.
- Toros y toreros en 1908. Detalles y apreciación de la última temporada taurina. Madrid, 1908.
- Toros y toreros en 1909. Detalles y apreciación de la última temporada taurina. Madrid, 1909.
- Toros y toreros en 1910. Detalles y apreciación de la última temporada taurina. Madrid, 1910.
- Toros y toreros en 1911. Detalles y apreciación de la última temporada taurina. Madrid, 1911.
- Toros y toreros en 1912. Detalles y apreciación de la última temporada taurina. Madrid, 1912.
- Toros y toreros en 1913. Detalles y apreciación de la última temporada taurina. Madrid, 1913.

### Narrativa
- La voluntad de un torero. Ilustr. de Espi. Madrid: Los Contemporáneos, 1911,
- La segunda alternativa: novela; ilustraciones de Espí. Madrid, 1911 (Madrid:  Imp. de Alrededor del Mundo).
- El torero y la buenaventura: novela. Ilustraciones de Espí. Madrid: 1912.

### Poesía
- Toreros, toreritos y torerazos: 303 semblanzas en 303 décimas Madrid, 1902 (Imprenta de Antonio G. Izquierdo).